# Fiat Linea
Fiat Linea je pětimístný sedan nižší střední třídy představený v roce 2006 na istanbulském autosalonu. Evropská premiéra se konala na autosalonu v Lipsku. Zpočátku byla Linea vyráběna v turecké továrně firmy Tofas A. S. v Burse v objemu 60 tisíc vozů za rok. Později se výroba rozšířila i do jiných zemí, například do Ruska či Brazílie.
Fiat Linea je určen pro trhy Východní Evropy, Latinské Ameriky a Blízkého Východu. V modelové řadě nahradil model Marea a stal se největším sedanem automobilky. Linea je založena na platformě Fiatu Grande Punto, design byl navrhován ve Fiat Centro Stile.

## Motory
- 1,4 77 k – motor s objemem 1368 cm3 má kombinovanou spotřebu 6,3 litru na 100 km. Maximální rychlost činí 165 km/h, z 0 na 100 km/h zrychlí za 14,6 sekund.[3]
- 1,4 T-Jet 16v 120 k – přeplňovaný benzínový motor dokáže zrychlit z 0 na 100 km/h za 9,2 sekund a maximální rychlost činí 195 km/h.[3]
- 1,3 MultiJet 16v 90 k – dieselový motor s přímým vstřikováním Common Rail dokáže zrychlit z 0 na 100 km/h za 13,8 sekund a maximální rychlost dosahuje 170 km/h.[3]
- 1,6 MultiJet 16v 105 k – nejvýkonnější dieselový motor je k dispozici s výbavami Dynamic a Emotion.[3]

Všechny motory jsou v nabídce s pětistupňovou manuální nebo robotizovanou převodovkou Dualogic™. Robotizovaná převodovka je schopna pracovat v automatickém nebo sekvenčním režimu.

## Parametry
Fiat Linea je postaven na podvozku s rozvorem 2603 mm. Karoserie dosahuje délky 4560 mm, je 1730 milimetrů široká a 1494 mm vysoká. Rozchod kol vpředu je 1471 mm, vzadu dosahuje 1483 mm. Zavazadlový prostor má objem 500 litrů, při sklopení zadních sedadel pak 870 litrů. Pohotovostní hmotnost vozidla činí 1235 kg, užitečná hmotnost vozu je 435 kg. Nádrž má objem 45 litrů, kombinovaná spotřeba se samozřejmě liší verzí, jinak se ale pohybuje v rozmezí pěti až sedmi litrů na 100 km. Fiat Linea se vyrábí pouze v karosářské verzi sedan s pěti dveřmi, uvnitř je pět míst. Maximální rychlost se pohybuje v rozmezí 165 km/h až 200 km/h (v závislosti na motorizaci). Zrychlení z 0 na 100 km/h proběhne za devět až čtrnáct sekund, což opět závisí na motoru.

## Bezpečnost
Aktivní bezpečnost zahrnuje ABS s EBD – systém omezující ohřívání brzdových kotoučů pomocí úpravy intenzity brzdění podle momentální přilnavosti pneumatik k vozovce, ESP – stabilizační systém pomáhající řidiči udržovat kontrolu nad vozidlem a zajišťovat tak větší bezpečnost a pohodlí při jízdě, ASR – zabraňuje prokluzu kol při rozjezdu v horších podmínkách s nízkou přilnavostí pneumatik k vozovce, MSR – zabraňuje zablokování kol a následné ztrátě stability automobilu, Hillholder – systém zabraňující nechtěnému couvnutí auta při rozjezdu do kopce.
Pasivní bezpečnost zahrnuje systém Airbag Smart2 – inteligentní systém přizpůsobující naplnění airbagů intenzitě nárazu a aktuálnímu obsazení sedadel a ochraňující posádku v případě náhlého nárazu; boční a okenní airbagy – při nárazu výborně chrání posádku díky rozvinutí do správné polohy, tříbodové bezpečnostní pásy – celkem pět tříbodových pásů, dva přední jsou vybaveny omezovači zátěže, protipožární systém (FPS) – systém během milisekundy po nárazu uzavře přívod paliva do motoru.

## Vzhled

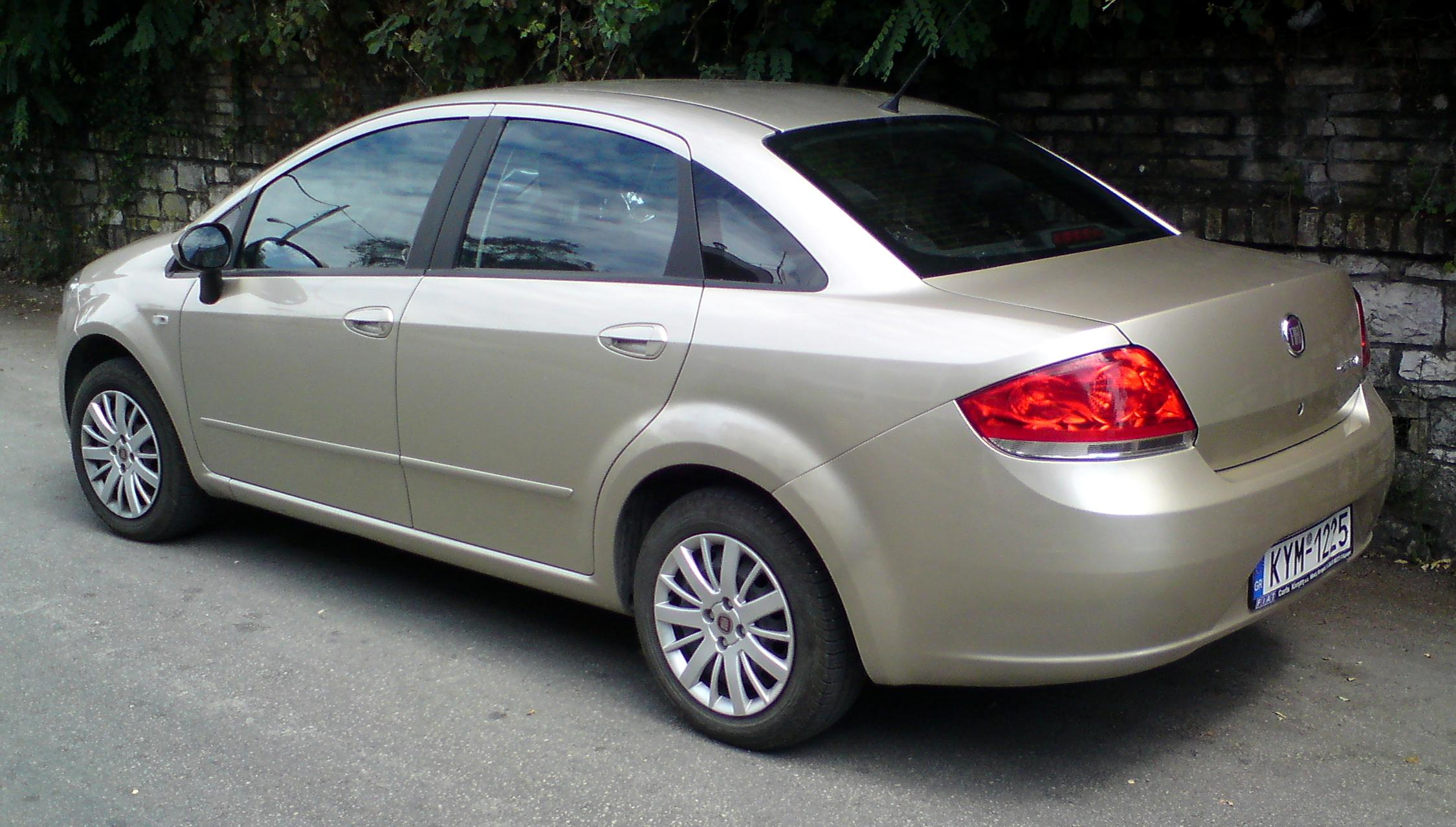
Fiat Linea v barvě slonová kost Indie

Designéři Fiat Centra Stile navrhli podobu Fiatu Linea v klasickém italském stylu. Zadní světla jsou sladěná s nárazníkem a kapotou zavazadlového prostoru, přední světlomety mají tvar kapky. Karoserie se vyhnula hranatým tvarům, ty nahradily plynulé linie a zaoblené prvky, čímž se minimalizuje nárazová plocha. Výrazně skloněné čelní sklo zlepšuje aerodynamiku a zajišťuje více místa uvnitř.
Interiér vyniká harmonickými a ladnými liniemi. Čelní sklo a boční okna poskytují dobrý výhled ven, pohled dozadu je dobrý díky vnějším zakřiveným zrcátkům. Sedadlo řidiče je výškově nastavitelné, výškově i teleskopicky je také nastavitelný volant. Přední i zadní sedadla mají nastavitelné opěrky hlav. Konstrukce sedadel je dělaná proti proklouznutí cestujících pod pásy, což je jeden z důležitých prvků pasivní bezpečnosti.

## Blue&Me™
Handsfree systém Blue&Me™, vytvořený společností Microsoft, je v současnosti využíván u všech nových vozů Fiat. Pomocí této technologie lze snadno ovládat telefon připojený přes Bluetooth, poslechnout si příchozí textovou zprávu nebo ovládat audio systém. Tato technologie zároveň zvyšuje bezpečnost. V Brazílii byla Linea prvním autem vybaveným Blue&Me Nav systémem, neboli systémem Blue&Me s integrovanou navigací GPS.

## Výbavy
| Fiat Linea Active       | Výbava zahrnuje ABS a EBD, airbag řidiče a spolujezdce, systém Isofix, centrální zamykání, elektricky ovládaná přední okna, palubní počítač, posilovač řízení, výškově nastavitelné sedadlo řidiče a volant, přípravu pro autorádio. |
| Fiat Linea Dynamic      | Výbava zahrnuje ABS a EBD, boční a hlavové airbagy, systém Isofix, manuální klimatizaci, dálkové ovládání centrálního zamykání, elektricky ovládaná přední okna a vnější zpětná zrcátka, palubní počítač, posilovač řízení, výškově nastavitelné sedadlo řidiče a volant, autorádio s CD přehrávačem, přední mlhová světla. |
| Fiat Linea Emotion      | Výbava zahrnuje ABS a EBD, boční a hlavové airbagy, systém Isofix, automatickou klimatizaci, dálkové ovládání centrálního zamykání, elektricky ovládaná přední a zadní okna , elektricky ovládaná vnější zpětná zrcátka, elektricky ovládanou bederní opěrku sedadla řidiče, zatmavená zadní okna, zadní roletku, koženou řadicí páku a volant, palubní počítač, posilovač řízení, výškově nastavitelné sedadlo řidiče a volant, autorádio s CD a MP3 přehrávačem, přední mlhová světla. |
| Fiat Linea Emotion Pack | Od verze Emotion se liší dvoubarevnou palubní deskou, velurovými potahy a chromovanými klikami dveří. Je k dispozici s motorem 1,4 T-Jet 16v 120 k. |

## Linea TC2000

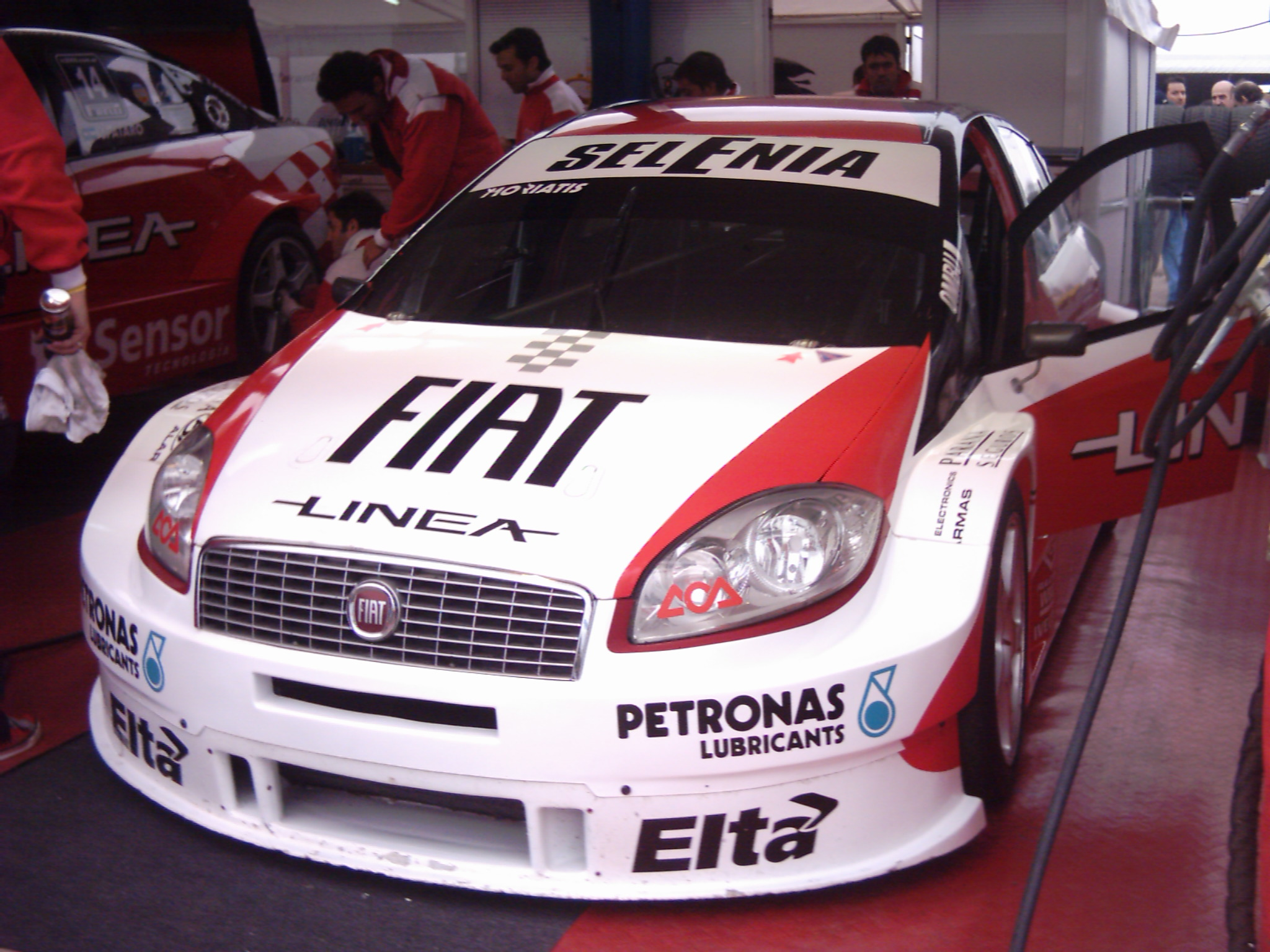
Závodní verze Fiatu Linea

Závodní verze Linee nese název podle argentinského šampionátu cestovních vozů TC2000 (Turismo Competicion 2000). Vůz má šestistupňovou převodovku Xtrac a jeho hmotnost činí 1080 kg. Speciálně upravený automobil dostal mohutnější brzdové kotouče, nové zavěšení a spoiler. Vstup Linee TC2000 do šampionátu v Argentině byl spojen s připomenutím 90. výročí existence společnosti Fiat na trhu v Latinské Americe, kde působí od roku 1919.